# Death in June
Death in June è il progetto musicale del musicista britannico Douglas Pearce, formatosi nel Regno Unito nel 1981 come trio, ma, dopo l'abbandono degli altri membri a favore di altri progetti avvenuto nel 1985, i Death in June sono divenuti progetto solista del solo Douglas Pearce, che si avvale occasionalmente di alcuni collaboratori esterni.
In più di quarant’anni di storia i Death in June hanno conosciuto diversi cambiamenti di stile e immagine consistenti nel passaggio dalle iniziali sonorità post-punk, influenzate anche dalle produzioni della Industrial Records, a suoni acustici e tendenti al folk. Nonostante siano spesso considerati in maniera controversa (in larga parte a causa dell'uso di temi e immagini riferiti al Nazismo Tedesco) i Death in June esercitano notevole influenza presso molti circoli musicali post-industrial. Pearce ha dato un contributo essenziale alla nascita del neofolk e i Death in June sono annoverati tra i principali fondatori del genere.

## Origine del nome
Sulle origini del nome Death in June (lett. "Morte a giugno") esiste una vasta letteratura, denominazione assunta dal progetto a partire dal 1981. Talvolta è stata considerata un'allusione alla notte dei lunghi coltelli e all'eliminazione delle Sturmabteilung avvenuta il 30 giugno 1934; altre volte è stato accostato all'attentato di Sarajevo del 1914, che rappresentò la scintilla che fece scoppiare la prima guerra mondiale. Tuttavia Pearce ha dichiarato che una volta durante una prova capì male quanto diceva Patrick Leagas e lo intese come Death in June. Alcuni ipotizzano anche che il nome del progetto si riferisca al romanzo di Yukio Mishima Morte di mezza estate. Pearce ha comunque dichiarato che per lui il nome non va associato ad alcun singolo concetto e resta un qualcosa dalle molte sfaccettature.

## Storia

### I Crisis
Douglas Pearce formò i Death in June in Inghilterra nel 1981, assieme a Patrick Leagas e Tony Wakeford. Pearce e Wakeford furono anche membri dell'influente punk band politica Crisis formatasi nel 1977. I Crisis ebbero un ruolo di rilievo nella scena punk rock britannica, che sorgeva proprio in quel periodo.
I Crisis suonarono alle manifestazioni di Rock Against Racism (RAR), e Anti-Nazi League (ANL), organizzazioni definite da un critico di Crisis e Death in June, il regista Stewart Home, dei paraventi del Socialist Workers Party britannico. Home sostenne anche che l'SWP organizzò un tour in Norvegia per i Crisis e che Wakeford fosse un tesserato dell'SWP.

### Anni ottanta
I Death in June si lasciarono ben presto alle spalle la scena Punk e iniziarono a immettere nelle loro sonorità parti elettroniche e un incedere di percussioni di stile marziale, unendolo a uno stile complessivo post-punk, simile a quello dei Joy Division, tanto che sempre Home li descrisse polemicamente come "Joy Division con le trombe". I loro testi mantennero lo stesso tipo di poetica e le stesse tematiche politiche delle prime registrazioni dei Crisis. Brani come Holy Water e State Laughter dimostrarono il loro crescente interesse per l'analisi dei diversi sistemi politici. Con il passare del tempo però, Pearce abbandonò ogni interesse dichiarato verso la politica, preferendo un approccio compositivo maggiormente intimista con tematiche rivolte verso l'esoterismo e il feticismo.
Il primo concerto della band risale al 25 novembre 1981 e avvenne a Londra, i Death in June suonarono come spalla ai The Birthday Party in un concerto di beneficenza organizzato da Workers Against Racism. Al primo concerto seguì un breve tour britannico nel 1982 (le registrazioni dello show del 28 maggio vennero pubblicate poi ufficiosamente da Patrick Leagas nel 1987 col titolo Oh How We Laughed) e un altro più lungo nel 1983.
Nel 1983, durante la registrazione dell'LP The Guilty Have No Pride, i Death in June iniziarono ad adottare sonorità tipiche della musica folk tradizionale europea con l'utilizzo di chitarre acustiche, riferimenti alla storia antica e contemporanea dell'Europa, la combinazione di pesanti percussioni con suoni elettronici e sperimentazioni post-industrial.
Dopo un concerto a Parigi nel gennaio del 1984, Wakeford fu invitato a lasciare i Death in June. Questo avvenne almeno in parte per la sua breve adesione al National Front, che Pearce considerò una mossa controproducente per la band. Wakeford poi intraprese il progetto post-punk Above The Ruins poco prima di fondare i Sol Invictus. Nonostante la partenza Wakeford rimase in buoni rapporti con Pearce e in diverse occasioni sono apparsi ancora insieme sul palco.
Nel 1982 David Tibet formò i Current 93. Nel 1983 dopo essere stato presentato a Pearce da Alan McGee della Creation Records al Living Room club di Londra, Tibet iniziò a collaborare con i Death in June. In seguito Pearce cominciò a dedicarsi a una nuova cerchia di collaboratori che lo introdussero alle discipline thelemiche, sataniste ed ermetiche, che influenzarono marcatamente le sue composizioni. Tra Tibet e Pearce si instaurò uno scambio di nozioni per cui Pearce introdusse Tibet alle rune e alle tradizioni germaniche e viceversa Pearce apprese da Tibet argomenti di magia e occultismo. L'intreccio delle rispettive esperienze è riscontrabile nei dischi che hanno visto la collaborazione tra Death in June e Current 93. Pearce apportò delle influenze folk nella musica di Tibet e dei Current 93, che in cambio diedero il proprio contributo all'album dei Death in June del 1985 Nada! e alla sua versione remix intitolata 93 Dead Sunwheels (1989), così come al successivo trittico The World That Summer (1986), Brown Book (1987) e The Wall of Sacrifice (1989). Tibet continuò a lavorare con i Death in June, per poi chiudere la collaborazione nel 1994 con l'album Rose Clouds of Holocaust, prima della definitiva separazione. Pearce contribuì a sua volta ai lavori dei Current 93, tra cui gli ultimi LP di apocalyptic folk Swastikas for Noddy, Earth Covers Earth e 1888 (tutti pubblicati nel 1988) e Thunder Perfect Mind (1992), oltre a esibirsi in varie occasioni dal vivo con il gruppo di Tibet. Dopo che la sua collaborazione con i Current 93 si concluse, Douglas Pearce decise che dovesse essere sostituito nelle parti di chitarra acustica da Michael Cashmore.
L'LP Nada! del 1985 introdusse temporaneamente sonorità dance nei Death in June, accompagnato da altre tracce caratterizzate dai già sperimentati elementi folk. Pearce dirà poi che questa temporanea svolta va attribuita a Patrick Leagas, affermazione giustificata dai futuri lavori di Leagas come Sixth Comm e nei Mother Destruction, dove avrebbe proseguito a esplorare il paganesimo germanico e produrre musica ispirata dalla storia.
Patrick Leagas abbandonò improvvisamente il gruppo nell'aprile del 1985 alla fine di un tour in Italia, causando anche la cancellazione delle date seguenti nel Regno Unito e in Europa. La decisione fu presa dopo una tappa a Bologna: qui i musicisti, che suonavano con divise da SS, vennero apostrofati da una ragazza che urlò loro in faccia "Spero che le vostre madri vi odino per questo", accusa che lo lasciò profondamente sconvolto. In seguito Leagas, che iniziò a farsi chiamare Patrick O-Kill, formò i Sixth Comm. Da questo momento in poi l'unico membro dei Death in June rimarrà Pearce, affiancato spesso da vari collaboratori a lui artisticamente affini.
In quel periodo Boyd Rice, all'epoca mente del progetto industrial NON, incontrò Pearce durante un tour in Giappone. Nel 1989 fu così invitato a partecipare alla realizzazione dell'album The Wall of Sacrifice, al quale contribuì interpretando un pezzo recitativo. Quest'incontro rappresentò l'avvio di un lungo periodo di collaborazioni tra Rice e Pearce, dall'inizio degli anni novanta fino al 2004, che produsse la fondazione di progetti musicali collaterali come Scorpion Wind e la realizzazione di album che portano contemporaneamente i nomi di Boyd Rice e dei Death in June. Douglas P. collaborò in più occasioni anche a dischi di Boyd Rice, come Music, Martinis & Misanthropy, uscito come Boyd Rice & Friends, manifesto estetico del neofolk, nonché In the shadow of the sword, realizzato come NON, definendo le coordinate estetiche e sonore dell'ondata martial industrial successiva e scatenando controversie per i testi provocatori e l'estetica totalitaria. Il disco venne in parte registrato live a Osaka il 3 di luglio 1989, con la partecipazione anche di Tony Wakeford, Michael Moynihan e Rose McDowall.
Erik Konofal del gruppo Les Joyaux De La Princesse collaborò con Pearce per la realizzazione del doppio album del 1989 Ostenbraun. Pearce inviò a Konofal del materiale che quest'ultimo avrebbe dovuto remixare e rispedirglielo dopo avere effettuato alcuni cambiamenti. Pearce in seguito apparve sul palco insieme ai Les Joyaux De La Princesse in uno spettacolo del 2001.
Dopo il suo trasferimento in Australia, Pearce si rimise in contatto con John Murphy dei Knifeladder, che in precedenza faceva parte degli SPK, protagonista della scena punk australiana con gruppi come Babeez e The News e che in seguito ha collaborato con artisti quali Lost Dominion Lost, Foresta di Ferro, Andrew King. Murphy iniziò a suonare le percussioni durante le esibizioni dal vivo dei Death in June a partire dal tour del 1996, con il quale cominciò un periodo in cui i Death in June si produssero in esibizioni sempre più minimali e per lo più di tipo acustico, finché Pearce, nel 2005 annunciò che non si sarebbero più esibiti dal vivo.

### Anni novanta
Nel 1991 Pearce diede il nome e contribuì alla creazione della World Serpent Distribution, una società di distribuzione musicale britannica, condotta da David Gibson, Alan Trench e Alison Webster, specializzata in gruppi sperimentale e post-industrial di ispirazione esoterica, che distribuirà i suoi dischi, stampati dalla NER, fino alla fine degli anni novanta. In questo periodo Pearce ha collaborato con molti artisti occupandosi anche della distribuzione dei loro dischi tramite la World Serpent.
Dopo un incontro avvenuto nel retropalco di uno spettacolo tenuto a Monaco nel 1996, Albin Julius, leader di Der Blutharsch, iniziò una stretta collaborazione con Pearce e partecipò ai suoi tour come membro a mezzo servizio del gruppo. Insieme produssero gli album Take Care & Control (1998),  Heilige! (dal vivo 1999) e Operation Hummingbird (2000). Questi lavori, rispetto ai precedenti album dei Death in June, risultano notevolmente più vivaci e presentano sonorità più pompose di tipo neoclassico, marziale e post-industriale, mentre del precedente stile tendente al folk rimangono poche tracce. La musica composta dal gruppo in questo periodo può essere classificata come appartenente al genere martial industrial. Da allora Pearce è stato a volte presente come ospite speciale nei dischi di Der Blutharsch e ha eseguito una cover di un loro brano senza titolo nella raccolta-tributo per i Der Blutharsch Fire Danger Season (2002). In seguito il brano è stato battezzato Many Enemies Bring Much Honour ed è presente anche nell'album-raccolta di pezzi rari Abandon Tracks!.
Verso la fine degli anni novanta scoppiò un contenzioso legale tra i Death in June e la World Serpent Distribution su questioni di pagamenti e di distribuzione e la cosa coinvolse anche diversi altri artisti che allora facevano parte della scuderia di quell'etichetta. Il fatto spinse molti musicisti che avevano preso le parti di Pearce o avevano avuto un'esperienza simile ad abbandonare la compagnia di distribuzione e affidarsi per lo più alla tedesca Tesco Distribution o ad altre etichette come la Eis & Licht. Alla fine, ottenne un accordo extragiudiziale che condusse però alla chiusura della World Serpent Distribution. Tali eventi resero possibile una riedizione della discografia dei Death in June, resa ora disponibile, con una nuova confezione de luxe e a un prezzo notevolmente più basso del passato.

### Anni 2000-presente
Nell'album del 2001 All Pigs Must Die Pearce collaborò con Andreas Ritter, del gruppo neofolk Forseti, che suonò l'accordion in alcuni brani della prima metà del disco. La collaborazione segnò il ritorno dei Death in June alle sonorità folk di un tempo. Death in June e Forseti si esibirono insieme dal vivo e Pearce apparve come ospite nell'album di Forseti Windzeit del 2003. Quando Andreas Ritter fu colpito da un ictus e finì per perdere la memoria e la capacità di suonare la chitarra, Pearce eseguì delle versioni acustiche di brani dei Death in June perché fossero inserite nell'album-tributo a Ritter Forseti Lebt, pubblicato nell'agosto del 2006.
Dopo aver terminato di incidere l'album del 2004 Alarm Agents, Pearce annunciò che quella sarebbe stata la sua ultima collaborazione con Rice, dicendo che la decisione era stata presa di comune accordo durante la registrazione del disco in uno studio a Wellington in Nuova Zelanda, mentre degli elicotteri stavano volando sopra le loro teste. Pearce ricorda: «Ci girammo l'uno verso l'altro e ci dicemmo: "Questa sarà l'ultima collaborazione. Non potrebbe mai essercene una migliore."»

## Influenze
L'influenza esercitata da Douglas Pearce è stata molto importante per la creazione di un genere musicale chiamato neofolk. Pearce spesso si esibisce dal vivo insieme ad artisti che sono considerati associati a questo genere e partecipa come ospite nei loro album.
Tra le principali influenze subite da Pearce e da Death in June ci sono film e trasmissioni televisive, alcuni dei quali sono stati rielaborati nei loro componimenti o direttamente citati nei titoli degli album. Tra questi: The World That Summer, Take A Closer Look, Il portiere di notte, Il prigioniero, Notte e nebbia e Va e vedi.
Pearce ha detto che sul suo lavoro hanno avuto una forte influenza anche Friedrich Nietzsche, l'Edda, Yukio Mishima, la poesia sassone e Jean Genet. Ha affermato che sulla sua produzione musicale hanno svolto un ruolo considerevole Nico, Scott Walker, Ennio Morricone, la musica industriale del periodo della Industrial Records, i Love del periodo di Forever Changes e la musica tradizionale popolare europea.

## Simbolismo ed estetica

### Abbigliamento
Secondo Pearce, sin dall'inizio i Death in June:
(Douglas Pearce)
A partire dai primissimi momenti dopo la fondazione i membri del gruppo si sono presentati in scena indossando maschere e uniformi in linea con quanto proponevano nello spettacolo. La band ha sempre evitato di realizzare foto di gruppo e le poche che sono state scattate di solito li mostrano mascherati o mentre danno le spalle alla macchina fotografica. Nel 1992, durante un viaggio in Italia, Pearce in un negozio si imbatté in una maschera davvero singolare e la acquistò. La maschera piacque talmente tanto ai suoi fan da finire per diventare una specie di icona dei Death in June. Pearce la indossa spesso quando suona dal vivo e appare sulle copertine di diversi lavori di Death in June, come nel caso del doppio album Something is Coming del 1993.
Pearce e gli altri indossano regolarmente vari tipi di mimetica, visibili sulle copertine delle loro pubblicazioni. Generalmente si servono della divisa autunnale verde usata dalle Waffen-SS nella seconda guerra mondiale e la maggior parte delle volte si tratta di pezzi originali, oppure dell'attuale mimetica usata dalle forze armate tedesche o di quella austriaca del dopoguerra.
Il tema del mimetismo è presente anche nei loro testi, particolarmente nel brano Hidden Among The Leaves lett. "Nascosto tra le foglie"), che è anche una citazione dell'Hagakure giapponese.

### Simboli
I Death in June si sono sempre serviti di un accentuato simbolismo, sia nei testi delle canzoni che nell'estetica del gruppo. Spesso i loro simboli sono derivati, con lievi modifiche, da simboli tratti dalla storia europea antica e recente:
- Il numero 6
I simboli dei Death In June sono spesso accompagnati da un piccolo numero "6". Questo numero simboleggia il sesto mese, giugno (in inglese June)."[13]
- Il Totenkopf
Un teschio sogghignante, racchiuso in un cerchio con un piccolo "6" in basso a destra. Almeno a partire dalla pubblicazione del singolo State Laughter/Holy Water (1982), i Death in June hanno sempre usato delle varianti del simbolo prussiano del Totenkopf (lett. "testa di morto"). Pearce ha ripetutamente spiegato che il simbolo non rappresenta certo il suo sostegno alle atrocità dei campi di sterminio, dal momento che la sua origine è di molto anteriore al Terzo Reich e veniva usato dall'esercito prussiano comandato da Federico il Grande. La particolare versione usata dal gruppo è una versione modificata (con un debole sorriso) della decorazione delle SS, ma Pearce sostiene che il simbolismo è molto chiaro: "Il Totenkopf per 'morte' (in inglese Death),
- La mano con la frusta
Un guanto borchiato che stringe una frusta racchiuso in un cerchio con un piccolo "6" in basso a destra. I Death in June hanno iniziato a usare questo simbolo a partire dal 1984. Pearce ha dichiarato che simboleggia il controllo e va messo in relazione con l'espressione inglese having the whip hand (lett. "Avere il coltello dalla parte del manico").[13] La mano ricoperta dal guanto, che le dà sia un'aria medievaleggiante che un tocco feticista, viene usata sia al posto del Totenkopf che assieme a esso. Il simbolo è stato comunque usato in tempi successivi al Totenkopf e generalmente è considerato meno rappresentativo.
- Le tre strisce
Tre strisce verticali parallele, accompagnate da un piccolo "6" in basso a destra. Anche se in effetti è un simbolo molto semplice, deriva dalla versione delle insegne usate nel 1943 nella battaglia di Kursk dalla 3. SS-Panzer-Division Totenkopf. Il simbolo era usato come distintivo per i veicoli dell'unità. Il simbolo è stato comunque poco usato, dopo la sua prima apparizione sulla copertina dell'album Lesson One: Misanthropy! del 1986 e compare molto poco al di fuori di quel ristretto periodo.
- Le rune
Album dopo album, il paganesimo germanico ha rappresentato un tema sempre più comune nei lavori dei Death in June. Su molti di essi compaiono scritte realizzate con l'alfabeto runico e riferimenti alle rune sono presenti anche nei testi della canzoni. Sulla copertina del singolo To Drown A Rose del 1986 e dell'album Rose Clouds of Holocaust del 1995 è presente la stessa combinazione di rune. Pearce è solito usare una runa legata al posto della firma.[14]

A proposito del simbolismo utilizzato dai Death In June, in un'intervista rilasciata nel 2005 alla webzine Heathen Harvest, Pearce ha affermato:
(Douglas Pearce)
(Douglas Pearce)

## Controversie

### Accuse di neonazismo, fascismo e razzismo
Vari detrattori hanno accusato i Death in June di essere neonazisti, fascisti e razzisti. A tal proposito Pearce ha dichiarato:
(Douglas Pearce)
In conseguenza di queste accuse talvolta sono state organizzate delle dimostrazioni di protesta nei loro confronti e alcuni loro spettacoli annullati. Tali cancellazioni sono state giustificate con la forte avversione per il simbolismo usato dai Death in June e con il fatto che alcuni dei loro testi contengono deliberati riferimenti all'immaginario dell'epoca del Terzo Reich.
Interrogato riguardo al suo interesse per il Terzo Reich, Pearce ha risposto:
(Douglas Pearce)
Pearce, che è dichiaratamente omosessuale, ha collaborato con diversi artisti di origine ebraica come Richard Leviathan, alias Richard Levy, cantante che ha collaborato con Strength Through Joy, Ostara e Foresta di Ferro, che, oltre a essere stato membro dal vivo dei Death in June in diverse occasioni durante i concerti del 1996, compose con Douglas l'album Kapo, lavoro ispirato alla guerra dei balcani. Sul sito ufficiale del gruppo campeggia una bandiera israeliana e il 18 giugno 2004 si sono esibiti in uno spettacolo dal vivo in Israele di fronte a un pubblico in larga maggioranza ebreo.

### L'esibizione vietata a Losanna
Il 19 novembre 1998 i Death in June avrebbero dovuto esibirsi insieme a Boyd Rice, Fire + Ice e Der Blutharsch a Losanna, in Svizzera. Il giorno prima del concerto Pearce apparve in pubblico con un cartello sul petto, trattenuto per le braccia da due uomini (Boyd Rice e Albin Julius) travestiti da scimmie e con dei bracciali con delle svastiche naziste: diede così una conferenza stampa annunciando che per la prima volta nella sua vita gli era stato proibito di suonare dal vivo. La decisione era stata presa dal capo della polizia locale, Bernard Metraux, che stabilì, dietro pressione di un gruppo di attivisti, di non permettere a Pearce di salire sul palco per le sue posizioni considerate "ambigue", mentre agli altri artisti diede il via libera.
Tra gli spettatori del concerto fu fatta circolare una petizione che chiedeva le dimissioni di Metraux e che alla fine raccolse 184 firme. Durante lo spettacolo salì sul palco un uomo abbigliato come Douglas Pearce, ma che si rivelò essere invece Boyd Rice. Rice eseguì una versione del brano C'est un rêve dei Death in June per commemorare l'evento. Questa versione del brano fu in seguito accreditata a nome NON & Freunde e pubblicata nella raccolta Der Tod im Juni. Dopo il concerto i fan svizzeri del gruppo crearono il sito web Sanctuary, nel quale furono inserite delle fotografie dell'evento. Poco dopo Pearce incise una canzone sul tema della censura nell'album Operation Hummingbird.
In un'intervista del 2005 Pearce ricordò così l'avvenimento:
(Douglas Pearce)

### Il concerto vietato a Chicago
L'esibizione dei Death in June fu vietata una seconda volta a Chicago, negli Stati Uniti. Lo spettacolo doveva svolgersi il 13 dicembre 2003 in un locale chiamato The Empty Bottle (lett. "La Bottiglia Vuota") e prevedeva anche l'esibizione di Der Blutharsch e Changes. Un'associazione locale chiamata Center for New Community iniziò a fare pressioni sul proprietario del locale, Bruce Finkelman, affinché il concerto venisse cancellato. Finkelman, che era ebreo, e il personale del locale, tra cui diversi afroamericani, decisero che lo spettacolo si sarebbe fatto ugualmente, ritenendo che non ci fossero motivazioni sufficienti per censurarlo. La discussione proseguì sul sito web dell'Empty Bottle, alimentato da una campagna a base di e-mail e telefonate condotta dal CNC intesa a impedire lo spettacolo. Finkelman propose un accordo: invitò il CNC a distribuire materiale e volantini antirazzisti all'interno del locale e si offrì di devolvere i proventi della serata alla Anti-Defamation League. Il CNC rifiutò l'offerta.
Finkelman, messo sotto pressione, iniziò a cedere e decise di togliere i Changes dal programma. Alla fine, dato che le polemiche non si placavano, decise di cancellare l'intera serata. Finkelman espresse il proprio rammarico per la decisione che aveva dovuto prendere, motivandola con l'aumento delle pressioni da parte del CNC e con la minaccia di violenze da parte di altri gruppi. Descrisse inoltre l'accaduto come "una macchia nera sulla comunità artistica locale", continuando a incoraggiare la discussione invece della censura. Lo spettacolo fu spostato al Deja Vu, un altro locale di Chicago. Davanti ai cancelli iniziarono a radunarsi attivisti della Anti-Racist Action e scoppiarono incidenti con i fan dei Death in June. Il concerto fu definitivamente annullato dai proprietari del locale poco prima che avesse inizio.

### Le restrizioni del governo federale in Germania
Il 21 dicembre 2005, il Bundesprüfstelle für jugendgefährdende Medien dichiarò illegale la vendita ai minori dell'album Rose Clouds of Holocaust, che dal 1995 e fino a quel momento era stato disponibile. All'inizio del 2006 Pearce rivelò sul suo newsgroup di Yahoo! che diversi mesi prima il suo distributore Tesco Organisation Germany con sede a Mannheim gli aveva chiesto di spiegare alcuni passaggi del suo lavoro a funzionari del governo tedesco. Pearce fornì le proprie spiegazioni al governo che comprendevano per la prima volta la sua interpretazione originale di numerosi aspetti del proprio progetto, quali i testi e i titoli delle canzoni, l'estetica del gruppo, la scelta delle date e così via. Pearce pubblicò anche una lettera nella quale affermava che la Tesco Organisation Germany fece ricorso contro il divieto. Non è ancora stata presa una decisione definitiva.

## Formazione

### Fondatori
- Douglas Pearce - voce, chitarra (1981-attualmente)
- Tony Wakeford (1981-1985)
- Patrick Leagas (1981-1985)

### Collaboratori
- David Tibet (1983-1994)
- Boyd Rice (1989-2004)
- Erik Konofal (1989-2001)
- John Murphy (1996-2005)
- Albin Julius (1996-2002)
- Andreas Ritter (2001-2003)
- Richard Leviathan

## Discografia parziale

### Album in studio
- 1983 - The Guilty Have No Pride
- 1984 - Burial
- 1985 - Nada!
- 1986 - The World That Summer
- 1987 - Brown Book
- 1989 - The Wall of Sacrifice
- 1989 - Östenbräun
- 1992 - But, What Ends When the Symbols Shatter?
- 1995 - Rose Clouds of Holocaust
- 1996 - Death In June Presents: KAPO!
- 1998 - Take Care & Control
- 2000 - Operation Hummingbird
- 2001 - All Pigs Must Die
- 2004 - Alarm Agents
- 2005 - Abandon Tracks
- 2006 - Free Tibet
- 2008 - The Rule of Thirds
- 2010 - Peaceful Snow/Lounge Corps
- 2013 - The Snow Bunker Tapes
- 2018 - Essence!
- 2022 - NADA-Ized!

### Album dal vivo
- 1987 - Oh How We Laughed
- 1991 - The Day of Dawn (con Current 93 e Sol Invictus)
- 1991 - Night and Fog
- 1993 - Something Is Coming
- 1999 - Heilige!
- 2003 - Steel Night
- 2008 - Black Angel - Live!

### Raccolte
- 1984 - From Torture To Conscience
- 1986 - Lesson 1: Misanthropy
- 1989 - The Corn Years
- 1990 - 1888
- 1991 - The Cathedral of Tears
- 1994 - Im Blutfeuer
- 1995 - Death in June Presents: Occidental Martyr
- 1996 - The Pact... Flying in the Face
- 1996 - Riefenstahl
- 1997 - DISC-riminate
- 1999 - Der Tod Im Juni

### EP
- 1981 - Heaven Street
- 1987 - To Drown a Rose
- 1989 - 93 Dead Sunwheels
- 2008 - The World That Summer 20th Anniversary Extras

### Singoli
- 1982 - State Laughter
- 1984 - She Said Destroy
- 1985 - Born Again
- 1985 - Come Before Christ And Murder Love
- 1992 - Paradise Rising
- 1993 - Cathedral of Tears
- 1994 - Sun Dogs
- 1995 - Black Whole of Love
- 1998 - Kameradschaft
- 1998 - Passion! Power!! Purge!!!
- 2000 - We Said Destroy
- 2008 - Some of Our Best Friends Live in South America
- 2010 - Peaceful Snow

## Videografia
- 2005 - Behind The Mask